# Frédéric Rabiller
Pour les articles homonymes, voir Rabiller.
Frédéric Rabiller, né le 27 novembre 1978 à Cholet et mort le 10 février 2011 à Nantes, est un homme qui a détruit à l'explosif plusieurs radars automatiques de la région parisienne entre avril 2007 et mai 2008, date à laquelle il se blesse gravement en manipulant des explosifs.

## Biographie
Il est embauché en 2001 au centre de tri postal de Nanterre à l'âge de 22 ans.
Entre le 3 avril 2007 et le 2 mai 2008, une dizaine de radars de contrôle pour automobiles sont détruits ou font l'objet de tentatives de destruction par explosif en région parisienne ; ces actions sont revendiquées par une mystérieuse Fraction nationaliste armée révolutionnaire (FNAR). Aucune victime humaine ne fut à déplorer, et la majorité des bombes placées au pied des radars automatiques n'a pas explosé, soit en raison d'une défaillance du mécanisme d'amorçage, soit par découverte de l'engin avant explosion.
L'enquête est menée par la Sous-direction anti-terroriste (SDAT) de la Direction centrale de la Police judiciaire, qui constate que les bombes retrouvées au pied des radars sont très rudimentaires.
Des revendications sont faites au nom du FNAR, ainsi qu'une demande de rançon. Les policiers comme le pouvoir politique sont inquiets, d'autant plus qu'un mystérieux groupe AZF avait, entre 2004 et 2006, menacé l'État français de faire sauter des voies ferrées et des trains si une rançon n'était pas versée. 
Le 28 mai 2008, aux alentours de minuit trente, une violente déflagration dans un appartement situé au 127, rue Jean-Jaurès à Clichy-la-Garenne permet à la SDAT de trouver Frédéric Rabiller, qui manipulait chez lui des explosifs. Il a eu les deux mains arrachées à la suite de l'explosion.
Une perquisition à son domicile peu de temps après son arrestation a permis la saisie de livres et DVD relatifs à la Seconde Guerre mondiale, ainsi qu'un exemplaire de Mein Kampf, un DVD sur Adolf Hitler et un autre sur la vie de Lénine. 
Placé en garde à vue pour association de malfaiteurs en relation avec une entreprise terroriste mais blessé, il n'est pas placé en détention provisoire immédiatement. Il est néanmoins incarcéré à l'issue de son séjour à l'hôpital, avant d'être assigné à résidence à Nantes au domicile de sa mère qui, le 10 juillet 2009, fait appel aux services de police pour dénoncer son fils, lequel aurait acheté sur Internet des produits permettant la confection d'un engin explosif et aurait menacé de « tout faire sauter ». Décrit comme quelqu'un de meurtri et d'immature, il est de nouveau incarcéré, d'autant plus qu'on retrouve à son domicile 1 kg de chlorate de soude susceptible de servir d'explosif .
L'affaire est suivie à l'instruction par le juge antiterroriste Gilbert Thiel ; il est défendu par Me Pierre Gonzalez de Gaspard durant sa mise en examen.
Le début de son procès pour les attentats qui lui étaient attribués ayant été fixé au 26 avril 2011 (chambre spéciale du terrorisme du tribunal de grande instance de Paris), il se suicide le 9 février 2011 au domicile de ses parents en Loire-Atlantique en absorbant des médicaments.

## Liste d'attaques contre des radars
Les attaques ont eu lieu dans les départements suivants : l'Oise, le Val-d'Oise et les Yvelines. Ces attaques sont donc concentrées au nord-ouest de la région parisienne.
- 3 avril 2007 : Tentative d'explosion d'un radar situé à Aumont-en-Halatte sur la RD 330 (ex RN 330), entre Creil et Senlis[8]. La charge n'explose pas, et les services de déminage la désamorcent après avoir coupé la circulation dans les deux sens pendant plusieurs heures.
- 6 juin 2007 : explosion d'un radar à Aumont-en-Halatte, le même que lors de la tentative d'avril[8].
- 27 octobre 2007 : explosion d'un radar en forêt de Saint-Germain-en-Laye près de Conflans-Sainte-Honorine (Yvelines) sur la RN 184[8].
- 11 décembre 2007 : tentative d'explosion d'un radar à Baillet-en-France sur la RN 104[1]. La charge est découverte par une équipe de maintenance routière et désamorcée. La bombe était constituée d'un système de minuterie et d'un bocal contenant du TATP (triperoxyde de triacétone).
- 23 décembre 2007 : explosion d'un radar près de Conflans-Sainte-Honorine, le même que le 27 octobre, après qu'il eut été réinstallé[1].
- 2 février 2008 : explosion d'un radar sur la D1001, près de Puiseux-le-Hauberger[9]. L'appareil est complètement désintégré, et des morceaux de métal vont se ficher dans la carrosserie d'une voiture passant à proximité. Selon un enquêteur, « le capot a été endommagé. Il s'en est fallu de peu pour que le pare-brise ne vole en éclats[10]. »
- 6 février 2008 : explosion d'un radar à Baillet-en-France, le même que le 11 décembre.
- 4 mars 2008 : explosion d'un radar à Péroy-les-Gombries près de Senlis sur la RN 2[11]. Le radar de Péroy-les-Gombries est hautement symbolique, puisque étant le millième radar automatique installé en France, et le plus rentable du département : en 2006, il avait permis de verbaliser 27 847 automobilistes.
- 2 mai 2008 : explosion d'un radar dans la nuit du 2 au 3 mai à Saint-Gervais[12] (non revendiquée).